# Крейг Гартсбург
Крейг Гартсбург (англ. Craig Hartsburg; нар. 29 червня 1959, Стретфорд) — канадський хокеїст, що грав на позиції захисника. Грав за збірну команду Канади. Згодом — хокейний тренер.
Провів понад 600 матчів у Національній хокейній лізі.

## Ігрова кар'єра
Хокейну кар'єру розпочав 1975 року.
1979 року був обраний на драфті НХЛ під 6-м загальним номером командою «Міннесота Норт-Старс». 
Протягом професійної клубної ігрової кар'єри, що тривала 12 років, захищав кольори команд «Бірмінгем Буллз» та «Міннесота Норт-Старс».
Загалом провів 631 матч у НХЛ, включаючи 61 гру плей-оф Кубка Стенлі.
Виступав за збірну Канади.

## Тренерська робота
1995 року розпочав тренерську роботу в НХЛ. Працював з командам «Чикаго Блекгокс», «Майті Дакс оф Анагайм» та «Оттава Сенаторс». Також тренував клуби ОХЛ «Гвелф Сторм» та «Су-Сент-Марі Грейхаундс».
Тренував молодіжну збірну Канади на трьох чемпіонатах світу, де тричі приводив збірну до золотих нагород, як асистент у 2006 та як головний тренер у 2007 і 2008.

## Нагороди та досягнення
- Учасник матчу усіх зірок НХЛ — 1980, 1982, 1983.
- Володар Кубка Канади — 1987.

Родина
Син Кріс та зять Крейг Кеннеді теж колишні хокеїсти.

## Статистика
| Сезон        | Клуб                      | Ліга         | Регулярний сезон | Регулярний сезон | Регулярний сезон | Регулярний сезон | Регулярний сезон | Плей-оф | Плей-оф | Плей-оф | Плей-оф | Плей-оф |
| Сезон        | Клуб                      | Ліга         | І                | Г                | П                | О                | ШХ               | І       | Г       | П       | О       | ШХ      |
| ------------ | ------------------------- | ------------ | ---------------- | ---------------- | ---------------- | ---------------- | ---------------- | ------- | ------- | ------- | ------- | ------- |
| 1975–76      | «Су-Сент-Марі Грейхаундс» | ОЮХЛ         | 64               | 9                | 19               | 28               | 65               | 12      | 1       | 0       | 1       | 16      |
| 1976–77      | «Су-Сент-Марі Грейхаундс» | ОЮХЛ         | 61               | 29               | 64               | 93               | 142              | 9       | 0       | 11      | 11      | 27      |
| 1977–78      | «Су-Сент-Марі Грейхаундс» | ОЮХЛ         | 36               | 15               | 42               | 57               | 101              | 13      | 4       | 8       | 12      | 24      |
| 1978–79      | «Бірмінгем Буллз»         | ВХА          | 77               | 9                | 40               | 49               | 73               | —       | —       | —       | —       | —       |
| 1979–80      | «Міннесота Норт-Старс»    | НХЛ          | 79               | 14               | 30               | 44               | 81               | 15      | 3       | 1       | 4       | 17      |
| 1980–81      | «Міннесота Норт-Старс»    | НХЛ          | 74               | 13               | 30               | 43               | 124              | 19      | 3       | 12      | 15      | 16      |
| 1981–82      | «Міннесота Норт-Старс»    | НХЛ          | 76               | 17               | 60               | 77               | 117              | 4       | 1       | 2       | 3       | 14      |
| 1982–83      | «Міннесота Норт-Старс»    | НХЛ          | 78               | 12               | 50               | 62               | 109              | 9       | 3       | 8       | 11      | 7       |
| 1983–84      | «Міннесота Норт-Старс»    | НХЛ          | 26               | 7                | 7                | 14               | 37               | —       | —       | —       | —       | —       |
| 1984–85      | «Міннесота Норт-Старс»    | НХЛ          | 32               | 7                | 11               | 18               | 54               | 9       | 5       | 3       | 8       | 14      |
| 1985–86      | «Міннесота Норт-Старс»    | НХЛ          | 75               | 10               | 47               | 57               | 127              | 5       | 0       | 1       | 1       | 2       |
| 1986–87      | «Міннесота Норт-Старс»    | НХЛ          | 73               | 11               | 50               | 61               | 93               | —       | —       | —       | —       | —       |
| 1987–88      | «Міннесота Норт-Старс»    | НХЛ          | 27               | 3                | 16               | 19               | 29               | —       | —       | —       | —       | —       |
| 1988–89      | «Міннесота Норт-Старс»    | НХЛ          | 30               | 4                | 14               | 18               | 47               | —       | —       | —       | —       | —       |
| Усього в ОХА | Усього в ОХА              | Усього в ОХА | 161              | 53               | 125              | 178              | 308              | 34      | 5       | 19      | 24      | 67      |
| Усього в ВХА | Усього в ВХА              | Усього в ВХА | 77               | 9                | 40               | 49               | 73               | —       | —       | —       | —       | —       |
| Усього в НХЛ | Усього в НХЛ              | Усього в НХЛ | 570              | 98               | 315              | 413              | 818              | 61      | 15      | 27      | 42      | 70      |

## Тренерська статистика
| Команда               | Сезон     | Регулярний сезон | Регулярний сезон | Регулярний сезон | Регулярний сезон | Регулярний сезон | Регулярний сезон | Регулярний сезон | Плей-оф                  |
| Команда               | Сезон     | І                | В                | П                | Н                | ПОТ              | О                | Результат        | Результат                |
| --------------------- | --------- | ---------------- | ---------------- | ---------------- | ---------------- | ---------------- | ---------------- | ---------------- | ------------------------ |
| ЧИК                   | 1995–96   | 82               | 40               | 28               | 14               | —                | 94               | 2-е в ЦД         | програш у другому раунді |
| ЧИК                   | 1996–97   | 82               | 34               | 35               | 13               | —                | 81               | 5-е в ЦД         | програш у першому раунді |
| ЧИК                   | 1997–98   | 82               | 30               | 39               | 13               | —                | 73               | 5-е в ЦД         | не вийшли                |
| Майті Дакс оф Анагайм | 1998–99   | 82               | 35               | 34               | 13               | —                | 83               | 3-є у ТД         | програш у першому раунді |
| МДА                   | 1999–2000 | 82               | 34               | 33               | 12               | 3                | 83               | 5-е у ТД         | не вийшли                |
| МДА                   | 2000–01   | 33               | 11               | 15               | 4                | 3                | (66)             | 5-е у ТД         | (звільнений)             |
| OTT                   | 2008–09   | 48               | 17               | 24               | —                | 7                | (83)             | 4-е в ПСД        | (звільнений)             |
| Усього                | Усього    | 491              | 201              | 208              | 69               | 13               |                  |                  |                          |